# Bramsche (Adelsgeschlecht)

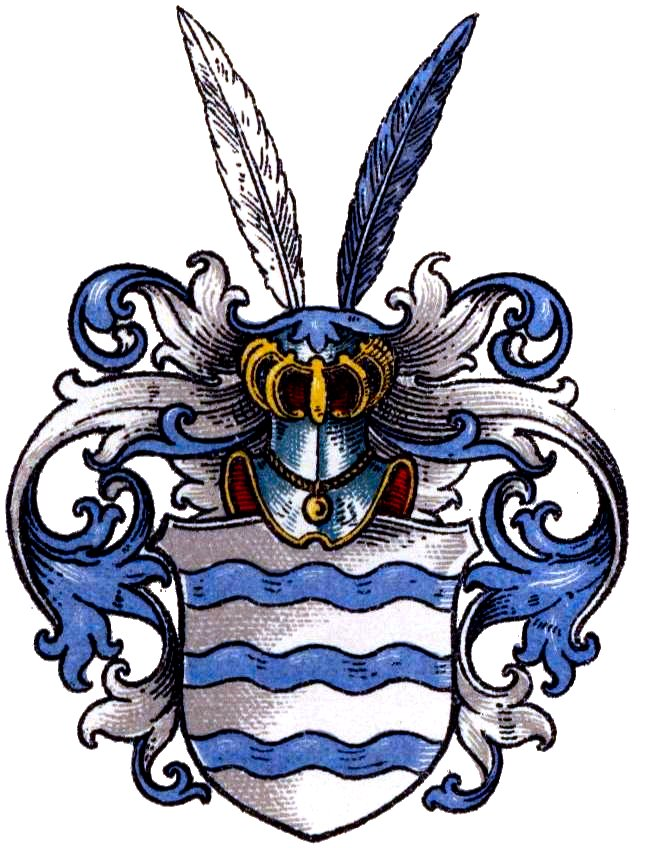
Wappen derer von Bramsche

Die Herren von Bramsche (auch: Bramesche, Bramezche o. ä.) waren ein westfälisch-niedersächsisches Adelsgeschlecht.

## Geschichte
Der Stammsitz des Geschlechts war Bramsche im Osnabrückschen. Als Familienmitglieder treten u. a. auf:
- Fromoldus de Bramesche (urkundl. 1217–1225),[1] 1222 und 1223 Urkundenzeuge für den Osnabrücker Bischof Adolf von Tecklenburg[2]
- Gerhardus Gogravius de Bramesche (Gerhardus miles de Bramezche) (urkundl. 1235–1243),[3] 1235 Urkundenzeuge für den Osnabrücker Bischof Konrad I. von Velber[4]
- Hermannus de Bramesche (urkundl. 1273–1288),[5] Ritter, 1274 Zeuge eines Gütertauschs zwischen dem Kloster Hardehausen und dem Stift Osnabrück[6]
- Brüder Hermann (1319 Ritter) und Wigger (1319 Knappe) von Bramsche, Burgmänner des Grafen von Tecklenburg, erhielten 1305 vom Kloster Rulle den Hof zu Peddenpol.[7] 1319 verkauften die Brüder mit Dominus Hermanns Ehefrau Aleid und Kindern Hermann, Wigger und Gertrud ihre Güter in den Kirchspielen und Marken Wallenhorst und Engter an das Kloster Rulle.[8]
- Bernhard von Bramsche (urkundl. 1345 und 1350), Vikar am Maria Magdalena-Altar zu Quakenbrück, war 1345 Zeuge einer Stiftung;[9] tauschte 1350 Güter für den Maria Magdalena-Altar[10]
- Johann von Bramsche, 1362 Richter zu Quakenbrück[11]
- Wigger von Bramsche, Knappe, verheiratet mit Gertrud, verkaufte 1378 einen Teil seines Hausplatzes in Quakenbrück[12]
- Wiggert von Bramsche, wurde 1412 mit dem Bramscher Burgmannshof belehnt. Am 15. Juni 1424 verkaufte er seinen „Himmelreich“ genannten Hof an den Abt des Klosters Iburg.[13]

Das Geschlecht erlosch kurz nach 1500.

## Wappen
Blasonierung: In Silber drei querliegende blaue Bäche. Auf dem Helm eine silberne und eine blaue Fasanenfeder. Die Helmdecken sind blau-silber.